# Carolina Dog
Le Carolina Dog est un chien primitif nord-américain vivant, à l'origine, à l'état semi-sauvage dans les marais de Caroline du Sud ou de Géorgie. Il est également appelé North American Native Dog ou American Dingo ou encore Dixie Dingo.

## Origine
L'origine de ce chien primitif américain est très ancienne. Il a été démontré une proximité génétique entre le Carolina Dog et le chien paria asiatique. Le Carolina Dog vivait encore en meute et quasiment à l'état sauvage dans les années 1980, aux États-Unis, dans les marais de Caroline du Sud ou de Géorgie.

## Description

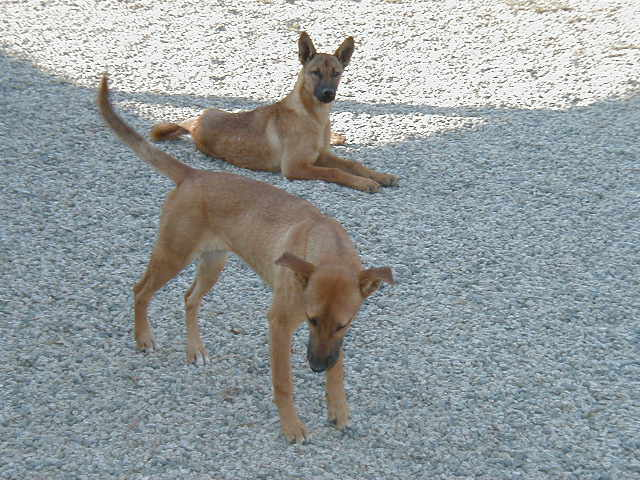
Carolina Dogs à l'état semi-sauvage.

L'animal a été redécouvert par le Dr I. Lehr Brisbin.
Un standard de cette race a été développé par le United Kennel Club qui spécifie maintenant l'apparence de ce chien, depuis 1995.
Ces chiens ressemblent aux chiens parias asiatiques et même aux dingos, avec leurs oreilles plutôt pointues et leur poil souvent ocre.

## Aire de répartition
Ce chien est assez rare et il a quasiment disparu à l'état semi-sauvage dans le sud-est des États-Unis, mais on le retrouve domestiqué dans tout le pays.